# Molossus alvarezi
Molossus alvarezi és una espècie de ratpenat de la família dels fil·lostòmids. És endèmic de Mèxic.

## Descripció

### Dimensions
És un ratpenat de petites dimensions, amb la llargada de l'avantbraç entre 42,7 i 47,4 mm.

### Aspecte
El pelatge és curt. Les parts dorsals són de color marró fosc amb la base blanca, mentre que les parts ventrals són més clares. El musell és curt, rom i elevat i els llavis són llisos. El sac de la gola és ben desenvolupat en els mascles i rudimentari en les femelles. Les orelles són curtes, amples i unides anteriorment a la base, per la qual s'estén fins als narius una cresta cutània. El tragus és petit, dret i puntegut, amagat darrere l'antitragus, que és gran i semicircular. Les ales s'acoblen posteriorment als turmells. Els peus són curts. La cua és llarga i rabassuda i s'estén fins a aproximadament la meitat de l'uropatagi.

## Biologia

### Alimentació
S'alimenta d'insectes.

## Distribució i hàbitat
Aquesta espècie és coneguda només a la península de Yucatán.

## Estat de conservació
Com que fou descoberta fa poc, l'estat de conservació d'aquesta espècie encara no ha estat avaluat formalment.